# Мексиа, Соледад
Соледад Мексиа (англ. Soledad Mexia; 13 августа 1899 — 30 августа 2013) — мексикано-американская долгожительница, которая на момент своей смерти была шестым старейшим живущим человеком в мире и старейшей живой жительницей Калифорнии. Она также была старейшим подтверждённым мексиканцем, родившимся когда-либо, пока её рекорд не побила Доминга Веласко 30 мая 2015 года.

## Биография
Соледад Мексиа родилась 13 августа 1899 года в Ла-Нории, Синалоа, Мексика, у Бениньо и Рефугио Бонильясе. Она была младшей из двух дочерей. В 20 лет она вышла замуж за Хуана Мексию, плотника, который строил декорации для театра и оперы в Масатлане. Молодожёны жили некоторое время в Лос-Анджелесе и Финиксе, но всегда возвращались в Синалоа. Соледад переехала в южный округ Сан-Диего навсегда в начале 1960-х годов, живя со своими детьми, пока она не переехала в дом престарелых в 2011 году.
У неё было семь детей, 24 внука, 45 правнуков и два праправнука, и она прожила большую часть своей жизни в Сан-Диего, Калифорния, Соединённые Штаты. Она была домохозяйкой, любила готовить, петь и смотреть по телевизору испанские мыльные оперы.
Из-за её долголетия учёные в Лос-Анджелесе, связанные с исследовательской группой геронтологии, UCLA и Стэнфордским университетом, взяли образцы крови Мексии и её членов семьи в рамках исследования, в котором сравнивались гены от долгожителей с контрольной группой. Они искали гены, которые защищают от распространённых смертельных заболеваний.

## Здоровье и смерть
Весной 2010 года она получила рану ноги. Поскольку рана не реагировала на антибиотики, в июле того же года ей ампутировали ногу ниже колена.
30 августа 2013 года Мексия умерла из-за дыхательной недостаточности через семнадцать дней после своего 114-летия в хосписе в Чула-Висте, Калифорния.

## См.также
- Долгожитель
- Список старейших женщин
- Список старейших людей в мире